# Herb gminy Klembów
Herb gminy Klembów – jeden z symboli gminy Klembów, ustanowiony 29 listopada 2001.

## Wygląd i symbolika
Herb przedstawia na tarczy w polu zielonym złotą falistą rosochę, dzielącą tarczę na trzy pola: górne z trzema złotymi liśćmi dębu, lewe ze złotą podkową barkiem w dół i srebrnym krzyżem kawalerskim w jej środku oraz prawe z srebrną kolumną zwieńczoną złotą koroną. Rosocha symbolizuje rzeki: Rządza i Cienka, liście (sadzonka dębowa) rezerwat Dębina, natomiast podkowa pochodzi z herbu Jastrzębiec rodu Żymirskich, z której pochodził generał brygady Franciszek Żymirski, uczestnik powstania listopadowego i właściciel Klembowa. Kolumna jest z kolei godłem rodowym rodziny Klembowskich (vel Kłębowskich) pierwszych właścicieli tych ziem (Pierzchała). 